# Juc-Herghelie
Juc-Herghelie – wieś w Rumunii, w okręgu Kluż, w gminie Jucu. W 2011 roku liczyła 416 mieszkańców.